# Ixora foliosa
Espèce
Statut de conservation UICN

 VU A2c+3c : Vulnérable
Ixora foliosa Hiern est une espèce de plantes de la famille des Rubiaceae, du genre Ixora,. 
C’est une plante à fleur, du groupe des dicotylédones. On la retrouve au Cameroun : Mont Cameroun, Mont Koupé, Manengouba, la zone montagnarde de Bamenda ; et au Nigeria : Chappal Waddi et Chappal Hendu. 
Elle est évaluée suivant les critères de l’UICN comme une espèce vulnérable ,.